# Onger
Onger ali Strane (378 mnm) je kraški osamelec nad Trzinom, ki ločuje stari in novi del Trzina. Znan je po kraških značilnostih, kot so votline in jame. Med njimi je najbolj znana jama Ajdovski kevdr, ki je zanimiva predvsem za arheologe. Na vzhodni strani Ongra najdemo kamnolom, na severu Trzinsko smučišče, na zahodu pa več studnecev: Rakovnik, Severjev studenc, Gvajšlov studnec in Mrzli studenc. 
Onger je poraščen z mešanim gozdom in severnoameriškimi iglavci na območju gradu Jablje.
Po hribu Onger so se poimenovali tudi Trzinski planinci - Planinsko društvo Onger Trzin

## Zgodovina
Arheologi trdijo, da naj bi bil hrib Onger poseljen že v prazgodovini (800–400 pr. n. št.) in da je skozi Trzin mimo Ongra potekala rimska cesta.